# 798 Ruth
798 Ruth este un asteroid din centura principală, descoperit pe 21 noiembrie 1914, de Max Wolf.